# قزل‌آغاج، گوی‌چای
قزل‌آغاج (به ترکی آذربایجانی: Qızılağac) یک منطقه مسکونی در جمهوری آذربایجان است که در شهرستان گوی‌چای واقع شده‌است. قزل‌آغاج ۱۳۶۵ نفر جمعیت دارد.